# Seron
Seron war ein Handelsgewicht in Guinea in Afrika.
- 1 Seron = 12 Gramm
- 1 Seron = 1,5 Piso = 2 Quintos = 3 Aquiraques/Agiragues = 4 Mediatablas